# Carmela Corren
Carmela Corren (em hebraico: כרמלה קורן; Tel Aviv, 13 de fevereiro de 1938 - 16 de janeiro de 2022) foi uma cantora e atriz israelita.

## Biografia
Carmela Corren (née Bizman) nasceu em 13 de fevereiro de 1938 em Tel Aviv, Israel.
Carmela sonhava em ser bailarina mas passou a cantar após uma lesão.
Foi descoberta pelo produtor de televisão americano Ed Sullivan em 1956 durante uma visita de trabalho em Jerusalém. Recém-saída do serviço militar no exército israelita, foi convencida a ir a Nova Iorque para se apresentar em seu show.
Carmela fez turnê na África do Sul com Cliff Richard e cantava em clubes ingleses. Mais tarde, estrelou em vários filmes (música/ filmes pátria) e produções televisivas. No início da década de 1960, Carmela tornou-se conhecida na Alemanha, na Suíça e na Áustria. Nessa época assinou contrato com a gravadora Ariola, onde permaneceu até 1966, quando assinou com a Vogue. Em 1968 assinou com a Decca Records.
Em 1963, ela representou a Áustria no Festival Eurovisão da Canção com sua canção "Vielleicht geschieht ein Wunder" ("Talvez vá acontecer um milagre"), onde terminou em sétimo. Sua participação foi a primeira parcialmente performada em inglês de um país não-falante do idioma.

## Vida pessoal
Foi casada com o produtor musical Horst Geiger de 1966 a 1970, com quem teve uma filha e um filho.

## Morte
Carmela morreu em Londres, Inglaterra em 16 de janeiro de 2022, aos 83 anos. Aposentada, vivia na Flórida, Estados Unidos. O anúncio de sua morte foi dado pelo autor do podcast Merci, Chérie, no Twitter, acompanhado de uma foto dos dois tirada em 2019.

## Discografia
- Sei nicht traurig, geliebte Mama (1961)
- Eine Rose aus Santa Monica (1962)
- Wann kommt der Tag (1962)
- Vielleicht geschieht ein Wunder (1963)
- Wer in deine Augen sieht (1963)
- Rosen haben Dornen (1963)
- Einmal reicht uns das Glück seine Hände (1963)
- Abschiednehmen tut so weh (1965)
- Verzeih mir (1966)
- Die Liebe fängt mit Träumen an (1966)
- Alles war ein Traum (Même si tu revenais) (1967)
- Heiß wie die Sonne (1968) (Hot like the sun)
- Never, never, never (1979)

## Filmografia selecionada
- Drei Liebesbriefe aus Tirol (1962)
- Zwischen Schanghai und St. Pauli (1962)
- Sing,aber spiel nicht mit mir (1963)
- Hochzeit am Neusiedler See (1963)